# Heterogaster
Heterogaster is een geslacht van wantsen uit de familie bodemwantsen (Lygaeidae). Het geslacht werd voor het eerst wetenschappelijk beschreven door Schilling in 1829.

## Soorten
Het genus bevat de volgende soorten:

- Heterogaster affinis Herrich-Schäffer, 1835
- Heterogaster alashanicus G.Q. Liu & L.Y. Zheng, 1996
- Heterogaster antiquus Heer, 1853
- Heterogaster artemisiae Schilling, 1829
- Heterogaster behrensii (Uhler, 1876)
- Heterogaster breviscutatus Theobald, 1937
- Heterogaster canariensis Lindberg, 1960
- Heterogaster cathariae (Geoffroy, 1785)
- Heterogaster chinensis Zou & Zheng, 1981
- Heterogaster cymoides Walker, F., 1872
- Heterogaster distincta Jakovlev, 1881
- Heterogaster famosus Förster, 1891
- Heterogaster flavicostus Barber, H.G., 1939
- Heterogaster longirostris Wagner, E., 1949
- Heterogaster minima Zou & Zheng, 1981
- Heterogaster muscorum Gistl, J., 1837
- Heterogaster nasuta Horvath, 1895
- Heterogaster parens Jakovlev, 1902
- Heterogaster pumilio Heer, 1853
- Heterogaster radobojanus Heer, 1853
- Heterogaster redivivus Heer, 1853
- Heterogaster sundgoviensis Theobald, 1937
- Heterogaster tristis Heer, 1865
- Heterogaster troglodytes Heer, 1853
- Heterogaster urticae (Fabricius, 1775)